# Federació d'escacs francòfona de Bèlgica
La Federació d'escacs francòfona de Bèlgica, (en francès: Fédération échiquéenne francophone de Belgique) (FEFB), és una associació sense ànim de lucre creada el 1978 amb l'objectiu de fomentar els escacs, i de facilitar-ne la pràctica a la zona francòfona de Bèlgica. Representa i defensa els interessos dels clubs d'escacs francòfons de Bèlgica, i és membre de la Reial Federació Belga d'Escacs, Fédération royale belge des échecs (FRBE), conjuntament amb la Vlaamse Schaak Federatie (federació flamenca) i la SchachVerband des Deutschsprachigen Belgien (federació germanòfona).
La FEFB organitza les següents competicions:
- Interclubs francòfons
- Campionat individual francòfon
- Campionat per equips francòfon
- Campionat individual francòfon de partides ràpides

La FEFB publica un butlletí oficial anomenat Pion f.

## Clubs membres
D'entre els clubs membres de la federació en destaquen el Royal Namur Échecs i el Ciney Chess Club.